# Самохина, Наталья Владимировна
Наталья Владимировна Самохина (род. 4 марта 1989, Новосибирск) — российский боксёр. Бронзовый призёр чемпионата Европы 2016 года. Трёхратный чемпион России (2016, 2017, 2021).

## Карьера
Тренируется[когда?] под руководством заслуженного тренера России В. А. Мотькина.
Бронзовый призёр чемпионатов России 2012, 2015 и 2022 года. Чемпион России 2016, 2017 и 2021 года.
На чемпионате Европы 2016 года завоевала бронзу в категории до 57 кг.
Приказом министра спорта РФ № 25-нг от 6 апреля 2016 года Наталье присвоено спортивное звание Мастер спорта России. А меньше, чем через год приказом министра спорта РФ № 16-нг от 13 февраля 2017 года — Мастер спорта России международного класса
В июле 2016 года в Плоешти (Румыния) стала чемпионкой Европы по универсальному бою в категории до 57 кг.
Работает младшим инспектором Управления по конвоированию ГУФСИН России по Новосибирской области.